# Chunta Aragonesista
Rada Aragońska (Chunta Aragonesista, CHA) jest regionalistyczną i socjaldemokratyczną partią polityczną działającą na terenie hiszpańskiej Aragonii. Jej ideologia pozostaje pod wpływem socjalizmu, ekologizmu i pacyfizmu. CHA opowiada się za państwem federalnym, zwiększeniem nakładów finansowych na Aragonię, ochroną środowiska i hydrologicznych zasobów doliny Ebro. Propaguje używanie języka aragońskiego.

## Historia
Podczas wyborów parlamentarnych w 2004 roku, CHA uzyskała 0.4% głosów, co pozwoliło jej na wprowadzenie do Izby Deputowanych jednego swojego przedstawiciela, jest nim José Antonio Labordeta, piosenkarz folk z Saragossy. CHA jest członkiem  Wolnego Sojuszu Europejskiego i koalicji europejskiej - Europy Miast.
W 2005 roku partia opowiedziała się przeciwko ratyfikacji Konstytucji Europejskiej.